# کوه تاونسند
تاونسند (به انگلیسی: Mount Townsend) یک کوه در رشته‌کوه اصلی از رشته‌کوه جداکننده است که در منطقه کوه‌های برفی ایالت نیو ساوت ولز، استرالیا قرار دارد.
این کوه با ارتفاع ۲٬۲۰۹ متر دومین کوه بلند استرالیا است که در پارک ملی کازیسکو قرار دارد.